# Дервели
Дерве́ли (бел. Дзярве́лі) — деревня в Сморгонском районе Гродненской области Белоруссии. Входит в состав Вишневского сельсовета, до 2016 года входила в состав Войстомского сельсовета.
Расположена у восточной границы района. Расстояние до районного центра Сморгонь по автодороге — около 16 км, до центра сельсовета агрогородка Войстом по прямой — чуть более 4 км. Ближайшие населённые пункты — Мишуты, Рацевичи, Шостаки. Площадь занимаемой территории составляет 0,1621 км², протяжённость границ 4690 м.

## История
Деревня отмечена на карте Шуберта (середина XIX века) под названием Дширвель в составе Войстомской волости Свенцянского уезда Виленской губернии. В 1866 году Дервели насчитывали 8 дворов и 56 жителей католического вероисповедания.
После Советско-польской войны, завершившейся Рижским договором, в 1921 году Западная Белоруссия отошла к Польской Республике и деревня была включена в состав новообразованной сельской гмины Войстом Свенцянского повета Виленского воеводства. 1 января 1926 года гмина Войстом была переведена в состав Вилейского повета.
В 1938 году Дервели насчитывали 26 дымов (дворов) и 131 душу.
В 1939 году, согласно секретному протоколу, заключённому между СССР и Германией, Западная Белоруссия оказалась в сфере интересов советского государства и её территорию заняли войска Красной армии. Деревня вошла в состав новообразованного Сморгонского района Вилейской области БССР. После реорганизации административного-территориального деления БССР деревня была включена в состав новой Молодечненской области в 1944 году. В 1960 году, ввиду новой организации административно-территориального деления и упразднения Молодечненской области, Дервели вошли в состав Гродненской области.

## Население
| 1866 | 1938 | 1999 | 2009 |
| ---- | ---- | ---- | ---- |
| 56   | 131  | 22   | 15   |

## Транспорт
Через деревню проходит автомобильная дорога республиканского значения Р63 Борисов — Вилейка — Ошмяны.